# تشارلز جاي تراين
تشارلز جاي تراين (بالإنجليزية: Charles J. Train)‏ هو ضابط أمريكي، ولد في 14 مايو 1845 في فرامينغهام في الولايات المتحدة، وتوفي في 4 أغسطس 1906 في يانتاى في الصين.